# Třebovický tunel (původní)
Třebovický tunel, ležící zhruba kilometr východně od stanice Třebovice v Čechách na trati Olomouc – Česká Třebová pod Třebovickým sedlem, patřil k nejstarším železničním tunelům ve Střední Evropě a byl, společně s Choceňským a Tatenickým tunelem, prvním na českém území. Byl postaven v letech 1842–1845, poté opuštěn v roce 1865, obnoven 1931–1932 a definitivně zrušen v roce 2005 při stavbě třetího železničního koridoru, na kterém je pouze krátký nový tunel.
Jeho stavbu i provoz provázely stálé problémy, způsobené především obtížnými geologickými podmínkami. Směs jílů a mokrých písků je pro takovéto stavby krajně nevhodná.